# Trinidad (Colorado)
Trinidad ist eine City im Las Animas County im US-Bundesstaat Colorado, Vereinigte Staaten. Das U.S. Census Bureau hat bei der Volkszählung 2020 eine Einwohnerzahl von 8.329 ermittelt. Sie ist Sitz der County-Verwaltung. Die Fläche der Stadt beträgt 16,3 km².
Trinidad erlangte einige Berühmtheit als Zentrum von Geschlechtsumwandlungen in den USA durch die Ärzte Stanley Biber und Marci Bowers.

## Demographie
Beim United States Census 2000 wurden in Trinidad 9078 Einwohner in 3701 Haushalten und 2335 Familien gezählt. Die Bevölkerungsdichte betrug 555,5 Einwohner/km². Die Zahl der Wohneinheiten war 4126, das entspricht einer Dichte von 252,5 Wohnungen/km². 
Die Einwohner bestanden im Jahre 2000 zu 79,9 % aus Weißen, 0,54 % African American, 3,02 % Native American, 0,43 % Asiaten, 0,14 % Pacific Islanders, 12,12 % stammten von anderen Rassen und 3,78 % von zwei oder mehr Rassen ab. 48,07 % der Bevölkerung gaben beim Census an, Hispanics oder Latinos zu sein.
In 29,5 % der Haushalte lebten Kinder unter 18 Jahren, und in 43,6 % der Haushalte lebten verheiratete Paare zusammen; 14,5 % der Haushalte hatten einen weiblichen Haushaltsvorstand ohne anwesenden Ehemann, und 36,9 % der Haushalte bildeten keine Familien. 32,7 % aller Haushalte bestanden aus Einzelpersonen, und in 16,2 % war jemand im Alter von 65 Jahren oder älter alleinlebend. Die durchschnittliche Haushaltsgröße war 2,36 Personen, und die durchschnittliche Familie bestand aus 2,98 Personen.
Von der Einwohnerschaft waren 24,9 % weniger als 18 Jahre alt, 9,4 % entfielen auf die Altersgruppe von 18 bis 24 Jahre, 24,2 % waren zwischen 25 und 44 Jahre alt und 22,6 % zwischen 45 und 64 Jahre. 18,9 % waren 65 Jahre alt oder älter. Das Durchschnittsalter war 39 Jahre. Auf jeweils 100 Frauen entfielen 92,5 Männer; bei den über 18-jährigen entfielen auf 100 Frauen jeweils 89,8 Männer.
Das Durchschnittseinkommen pro Haushalt betrug 36.681 US$. Die Männer verfügten durchschnittlich über ein Einkommen von 27.817 US$ gegenüber 19.064 US$ für Frauen. Das Pro-Kopf-Einkommen belief sich auf 17.271 US$. Etwa 16,2 % der Familien und 18,3 % der Bevölkerung lebten unterhalb der Armutsgrenze; dies betraf 19,6 % derer unter 18 Jahren und 20,0 % der Altersgruppe 65 Jahre oder älter.

## KriegsgefangenenlagerCamp Trinidad
Von 1943 bis 1946 existierte etwa fünf Meilen östlich von Trinidad im Cougar Canyon ein Lager für deutsche kriegsgefangene Offiziere aus dem Zweiten Weltkrieg. Unter den Gefangenen waren unter anderen Hans-Oskar Wilde, Rüdiger von Wechmar, Joseph Blank, Walther Killy und Harald Deilmann.

## Persönlichkeiten
- Bernard James Sullivan (1889–1970), römisch-katholischer Ordensgeistlicher, Bischof von Patna
- Joseph Sánchez (* 1948), Künstler, Kurator und Aktivist